# Maksay Mária
Maksay Mária, Zs. Maksay, Zsizsmann (Kolozsvár, 1935. május 28. – 1995. december 22.) magyar szótáríró, Maksay Albert leánya, Zsizsmann Kristóf neje.

## Életpályája
1952-ben a kolozsvári Állami Leánygimnáziumban, a volt Református Leánygimnáziumban (jelenleg Apáczai Csere János Elméleti Líceum) érettségizett. A Bolyai Tudományegyetemen magyar nyelv és irodalom (1956), a Babeș-Bolyai Egyetemen francia-román szakos tanári képesítést szerzett (1971). A szamosfalvi általános iskola tanára, majd a Tanügyi és Pedagógiai Könyvkiadó korrektora (1960–82). Külső munkatársként tagja a kolozsvári Nyelvészeti Intézet román-magyar és magyar-román szótárszerkesztői munkaközösségének. Az 1961-ben megjelent kis Magyar-román szótár s az egyidejű nagy Román-magyar szótár egyik szerkesztője. 1971-től szerkesztő-munkatársa a Szabó T. Attila szerkesztette Erdélyi magyar szótörténeti tárnak.